# Hewlett Neck
Hewlett Neck – wieś w Stanach Zjednoczonych, w stanie Nowy Jork, w hrabstwie Nassau.